# 衛聚賢
衛聚賢（1898年—1990年），字懷彬，號介山，山西萬泉人。考古学家，航海史学家。1927年毕业于清华国学研究院。历任暨南大学、中国公学、持志大学教授。南京古物保存所所长。香港大学东方文化研究院研究员，台湾辅仁大学教授。

## 生平
1940年代，衛聚賢和郭沫若曾一起發掘漢墓，裨有收穫。衛氏另主張殷人东渡美洲论，與中國人發現美洲，認為古代中国人曾经步行经过白令海峡，东晋高僧法显在哥伦布之前到达过美洲，還有殷遗民等等。卫聚贤1969年出版《中国人发现美洲》、1975年出版《中国人发现美洲初考——文字与花纹》，提出秘鲁人是南宋人后裔，均主中国人发现美洲。1974年，衛聚賢和一群爱好者乘坐仿照汉代船，带着仿照汉代食物，船上也无现代化仪器设备，从香港驶向太平洋，以模拟证明早期中国人到达美洲的航行。不幸的是，船儿走到快到彼岸百里处失事，幸得遇人搭救。
衛聚賢認為巨人曾在臺灣生活，在1982年還試圖在桃園縣復興鄉 (今桃園市復興區)蝙蝠洞找到巨人的證據。在1985年，對新豐鄉村民認為出土巨人化石，則抱以質疑態度。
衛聚賢還主張所谓屈原就是贾谊“冤屈”的改字颠倒，並無其人。

## 作品
- 衛聚賢. . 台灣: 說文書店. 1982年. OCLC 816411022.
- 《中國社會史》：1975年由石室出版
- . 石室出版社. 1975年.
- 衞聚賢. . 說文社. 1970年.
- 衛聚賢. . 說文社. 1954年.
- 《中國考古學史》：1937年由上海商務出版
- 《歷史統計學》：1935年由商務出版
- 《堯舜禹出現於甲骨文考》